# Ban
Ban je naslov visokog državnog dostojanstvenika u Hrvatskoj koji se javlja još od ranog srednjeg vijeka. Ban je bio na čelu uprave, vojske i sudstva, kao kraljev zamjenik i predstavnik u Hrvatskoj. U slučajevima kad bi herceg vršio vlast u Hrvatskoj, ban je bio njegov zamjenik. Sve do potkraj 18. stoljeća ban nije bio nikom drugom podložan, doli izravno kralju pa je stoga u izvorima često nazivan i potkraljem (lat. prorex).
Kasnije se istovjetan naslov pojavljuje u srednjovjekovnoj Bosni, isprva kao oznaka vladara, a kasnije vojnog zapovjednika u Jajačkoj i Srebreničkoj banovini te od 15. stoljeća u Mačvi i Severinu, kao vojno-administrativna služba.

## Etimologija
Naziv vjerojatno dolazi od mongolsko-turske riječi bajan (bogat, imućan), koja je u hrvatski jezik ušla preko Avara. Postoje i pretpostavke da se radi o ilirskoj izvedenici.

## Ban u hrvatskim zemljama

### Povijest
U ranom srednjem vijeku, ban (ban Hrvata) je kraljev upravitelj područja Like, Gacke i Krbave, a kasnije najviši državni dužnosnik nakon kralja i, ponekad, njegov suvladar i prijestolonasljednik.
Nakon izbora Kolomana za hrvatskog kralja i personalne unije s Ugarskom 1102. godine, ban je kraljev predstavnik u Hrvatskoj od Drave do Jadrana. U razdoblju od 13. do 15. stoljeća ban vrši upravne (saziva Sabor i predsjedava mu, potvrđuje zaključke Sabora, osniva gradove i daje im povlastice, kuje novac i ubire daće, imenuje svojeg zamjenika, podbana i župane), vojne (vrhovni je zapovjednik vojske koju podiže insurekcijom) i sudske poslove (sudio je sâm i na sudskim skupštinama zajedno s plemićima).
Oko 1260. godine, kralj Bela je učinio velike promijene u upravi hrvatskih zemalja. Reformama kralj  Bele IV. odredio je da u Hrvatskoj vlada herceg (dux totius Sclavoniae, Croatiae et Dalmatiae) od kraljevskog roda, kojemu je dodijelio dva bana: slavonskog i hrvatsko-dalmatinskog. Također, naredio je da ako ne bi bilo hercega kraljevske krvi, tada bi tu dužnost obnašao slavonski ban s naslovom "cijele Slavonije" (totius Sclavoniae), a njemu se morao pokoravati hrvatsko-dalmatinski ban koji je katkad ima i naslov "primorskog bana" (banus maritimus). Time je hrvatsko kraljevstvo podijeljeno u dva zasebna politička i upravna teritorija: u Kraljevinu Dalmaciju i Hrvatsku na jugu i Kraljevinu Slavoniju na sjeveru. Ta će se razdioba održati sve do 16. stoljeća.
Radi obrane ugarske i hrvatske granice, utemeljio je Mačvansku banovinu (banatus de Machow), koja se prostirala na području današnje sjeverozapadne Srbije. Bosnu je također razdijelio na dva dijela: banovinu Bosnu, u kojoj je na vlasti ostavio potomke bana Mateja Ninoslava, te na Usoru (sa Solima).
Kralj Bela IV. umro je 3. svibnja 1270., a naslijedio ga je sin Stjepan V.
Taj će se proces dovršiti u razdoblju anžuvinske vladavine sredinom 14. stoljeća
Na razvoj banskog položaja važan je utjecaj imalo razdoblje od kraja 13 i početkom 14. stoljeća, kada je banska čast bila nasljedna u obitelji Šubića Bribirskih. Svojevremeno je čast primorskog bana bila nasljedna, kao što je to bio slučaj sa Šubićima, što im je zajamčio 1293. protivnik Anžuvinaca, kralj Andrija III. (Pavlu I. Šubiću, njegovoj braći i njihovim nasljednicima). Šubići Bribirski su izgubili nasljednu bansku čast 1322. godine.
Od 1476. godine banska je čast ponovno cjelovita za područje čitavog Hrvatskog Kraljevstva i sjedinjena u jednoj osobi, iako su ponekad su za isto područje bila imenovana po dva ravnopravna bana. Poseban ugled dostiže tijekom protuturskih ratova, osobito u doba Petra Berislavića.
U razdoblju vladavine Habsburgovaca banske su ovlasti često krnjene, a dio hrvatskog teritorija izuzet je iz njegove jurisdikcije i podvrgnut neposrednoj austrijskoj vojnoj upravi (Vojna granica). Ugled banske časti unatoč tome još je više porastao, jer su upravo banovi predvodili borbu protiv centralizatorskih tendencija bečkoga dvora (npr. Nikola i Petar Zrinski).
Sabor je samo potvrđivao bana, kralj ga je birao. Ban nije polagao prisegu Saboru, nego u Saboru kralju. On je od kralja dobivao naloge putem Ugarske kancelarije, a kasnije, zbog jačanja središnjih kraljevih ureda, i od Dvorske kancelarije i Dvorskog ratnog vijeća, ali i od Kraljevske ugarske komore. U isto je vrijeme ban provodio i zaključke Sabora. Odluke koje je donio ban morao je, kao i odluke Sabora, da bi one postale pravovaljane, potvrditi vladar.
Ban je bio najviši upravni dužnosnik Kraljevstva i vrhovni vojni zapovjednik s naslovom vrhovnog kapetana Kraljevstva. Ban, kojeg je Sabor imenovao vrhovnim kapetanom Kraljevstva, imao je pod sobom banderij od 1.000 konjanika i banderije velikaša. Brinuo se za uzdržavanje vojske i pripremanje hrane, pisao izvješća o pokretima turske vojske, nadzirao okupljanja banderijalne vojske, slao dopise Dvorskom ratnom vijeću, naredbe zapovjednicima utvrda. Predsjedao je Banskim stolom. Zbog ustrojavanja Vojne granice, došlo je do njegovih vojnih ovlasti. Ban je bio podređen tijelima vojne uprave i zapovjedništvu izvan Kraljevine, bez utjecaja Sabora. Također je izgubio pravo zapovjedništva nad većim dijelom Kraljevine (imenovan je vrhovnim kapetanom Kraljevine samo za područje Banske krajine, današnje Banije, gdje je jedino imao položaj vrhovnog zapovjednika od 1704.). Zamjenik hrvatskog bana se zvao banovac ili podban, a u sudskim poslovima bana je zamijenjivao protonotar.
Ukidanjem staleškog društva u Hrvatskoj 1848. položaj bana izmijenio se u skladu sa zahtjevima narodnog pokreta te je ban trebao upravljati svim hrvatskim zemljama. Taj je cilj djelomice ostvaren imenovanjem Josipa Jelačića, ali se sve njegove službe (hrvatsko-dalmatinski-slavonski ban, guverner Dalmacije i Rijeke, vrhovni vojni zapovjednik Vojne granice) nije uspjelo spojiti na ustavnoj razini.

#### Nagodbeno razdoblje (1868. – 1918.)
Osuvremenjivanjem državne uprave i na osnovi Hrvatsko-ugarske nagodbe iz 1868. godine, banski je položaj oslabljen. Ban je po položaju predsjednik hrvatske vlade, a funkcija mu je znatno reducirana, jer ga je po Nagodbi imenovao kralj na prijedlog ugarskog ministra predsjednika i nije više smio biti vojna osoba. Njegove upravne djelatnosti bile su: predsjedanje sjednicama Sabora i predsjedanje Hrvatskog kraljevskog vijeća.

#### Položaj bana 1918. – 1921.
Poslije propasti Austro-Ugarske i sjedinjenjem hrvatskih zemalja s okolnim slavenskim zemljama u novu političku tvorevinu 1918. godine, banska je služba ukinuta Vidovdanskim ustavom iz 1921. godine. Za vrijeme Šestosiječanjske diktature postavljani su banovi za tadašnje banovine, ali oni su bili samo najviši upravni činovnici, čvrsto podređeni centralističkoj vlasti u Beogradu.

### Banovina Hrvatska (1939. – 1941.)
Sporazumom Cvetković-Maček iz 1938. ustrojena je posebna teritorijalno-administrativna jedinica unutar Kraljevine Jugoslavije, pod imenom Banovina Hrvatska. Banska funkcija je dobila nešto šire ovlasti. Za bana je imenovan političar Ivan Šubašić. Kapitulacijom Kraljevine Jugoslavije i uspostavom NDH u travnju 1941. ukinuta je funkcija i položaj hrvatskog bana.

### Banovac (podban)
Zamjenik bana bio je podban (lat. vicenbanus). Podbana je birao Sabor većinom glasova, dok je ban predlagao kandidate. Podban je dolazio iz redova najbogatijih plemića, a do 1756. bio je i veliki župan Križevačke i Zagrebačke županije, dok te dvije županije nisu dobile zasebne županijske uprave. Podban je sudjelovao u radu Oktavalnog suda, a od 1723. i u radu Banskog stola, kao banov zamjenik. U sastav banske kancelarije ulazio je i banski protonotar kojeg je birao Sabor na prijedlog bana.
U drugoj polovici 18. stoljeća javlja se institucija banskog namjesnika. Najprije su bila birana dvojica namjesnika. Prvi je, obično zagrebački biskup, bio zadužen za pravne poslove, dok je drugi, velikaš u kojeg je kralj imao povjerenja, bio zadužen za vojne poslove. Uskoro je (1773.) kralj uveo samo jednog banskog namjesnika.

### Sjedište bana
U početku je ban stolovao u svom vlastitom dvorcu ili utvrdi koje je posjedovao te nije bilo stalnog sjedišta banske vlasti. Kako je ban u početnom razdovlju bio i vrhovni vojni zapovjednik Hrvatske, sjedište je određivao i ovisno o vojnim potrebama obrane kraljevine od Osmanlija. Od 16. stoljeća u Zagrebu se sve više koncentriraju političke institucije te sabor sve češće zasjeda upravo na zagrebačkom Gornjem gradu, pa tako i ban mora sve češće tu boraviti. 1808. slijedom zaključka Sabora ban Ignjat Gyulay kupio je privatnu palaču baruna Franje Kulmera na zapadnoj strani Markovog trga kako bi dobio novu kraljevinsku kuću za trajan stan banova, sjedište sudova, pohranu javnih spisa i kraljevinskih knjiga, odnosno saborskih zapisnika. Kupoprodajni ugovor o prodaji palače skopljen je 1. kolovoza 1808. Takvim je rasporedom u prvom redu riješeno pitanje stana za bana pa je palača i dobila naziv "banska palača", a kasnije "banski dvori". Do početka 1809. palača je renovirana i nadograđena te su u njoj smješteni kraljevski Zemaljski arhiv, Banski i zemaljski sudbeni stol, te hrvatska sabornica. Godine 1837. od obitelji Rauch kupljen je i sjeverni kompleks, sjeverno krilo sadašnjih Banskih dvora, a nakon dogradnje zapadnog i sjevernog krila zgrade u taj dio palače premješta se Banski i Sudbeni stol. Posljednja velika nadogradnja i proširenje sjeverozapadnog dijela kompleksa obavljena je 1882., pri kraju banovanja prvog bana pučanina Ivana Mažuranića.

### Obilježja banske časti
| Tradicionalna crvena banska zastava Ignjata Gyulaya s grbovima kraljevina, 1806. |  | Tradicionalna crvena banska zastava Ignjata Gyulaya s grbovima kraljevina, 1806. |
| Tradicionalna crvena banska zastava Ignjata Gyulaya s grbovima kraljevina, 1806. |  | Instalacijska zastava bana Jelačića iz 1848. prva je hrvatska trobojnica         |

### Banska zastava
Banu je prilikom instalacije do 1869. uručivana banska zastava kao simbol njegove vlasti. Obično je bila bogato izvezena i urešena, u obliku konjaničkih guidona, te simbolizira banski vojni autoritet. Na često jednobojnom, crvenom licu je nosila grbove kraljevina Hrvatske, Slavonije i Dalmacije, a na naličju osobni grb bana ili grb njegove obitelji te obično banov monogram. Instalacijska zastava bana Jelačića iz 1848. prva je uporaba crveno-bijelo-plave trobojnice kao zastave koja predstavlja Hrvatsku. Osim zastave, i stijeg je bio bogato ukrašen i izrezbaren, a na vrhu je obično bio pričvršćen plamenac (vrpca) sa sloganom. Ban Levin Rauch prilikom instalacije 1869. na vrpci je nosio slogan "Za kralja, dom i zakon.-Barun Levin Rauch, ban 1869.", a banu Jelačiću 1848. na darovanoj vrpci bilo je ispisano "Jelačiću banu - domorodne děvojke".

### Bansko žezlo
Osim banske zastave, ban je imao i bansko žezlo (buzdovan) kao simbol banske vrhovne sudbene i upravne vlasti. Od Mažuranićevog vremena i njegovih liberalnih reformi uvedena je dioba vlasti te ban više nije imao vrhovnu sudbenu vlast u Kraljevini Hrvatskoj, Slavoniji i Dalmaciji te je bansko žezlo izgubilo i simboličnu važnost.

### Instalacija bana
Od srednjeg vijeka pa sve do 1869. hrvatski ban je ustoličavan na dužnost na trgu i u crkvi svetog Marka u Zagrebu, u svečanoj ceremoniji, s plemićkim povorkama i raskošnim ceremonijalom. Obično se za prigodu uzimalo prvo zasjedanje sabora nakon kraljevog imenovanja bana. Ban je polagao prisegu te su mu predavane banska zastava kao simbol vojne te žezlo kao simbol sudbene vlasti. Obično u crkvi sv. Marka, držeći u desnoj ruci žezlo, a u lijevoj zastavu, stojeći na uzvišenu mjestu, izricao bi ban prisegu okupljenom plemstvu i predstavnicima staleža. Prisegu bi mu čitao kraljev povjerenik. Ban bi preuzimanjem zastave i svečanim okupljanjem banskog banderija postajao vojni zapovjednik Kraljevine u svojim ovlastima, što je bilo narušeno pri prisezi 1615.
Godine 1739. na Trgu je izgrađena kraljevska kuća kako bi se na stalnom mjestu smjestio sabor i državne instucije, a od 1776. godine tu stalno zasjeda Hrvatski sabor. Otkako je na Trgu stalno smješten Sabor, ban bi obično bio u svečanoj povorci, praćen crkvenim, gradskim i plemićkim izaslanstvima sa zastavama županija te zastavama Hrvatske, Slavonije i Dalmacije doveden na Trg sv. Marka te bi onda ušao u sabornicu, gdje je čitana kraljeva odluka o imenovanju banom. Uglavnom bi odluku i pozdravni govor čitao zagrebački biskup ili drugi crkveni velikodostojnik. Ban je potom u Saboru polagao prisegu pred staležima, u kojoj bi obećao da će se držati ustava i zakona. Time se isticala autonomija plemstva i redova Kraljevine Hrvatske. Potom bi ga, uz pucnjavu topova i zvonjavu zvona, plemstvo diglo triput zajedno sa stolicom u zrak, uzvikujući "vivat!" (lat. "živio!"). Nakon toga, iz sabornice bi ban otišao u crkvu sv. Marka na misu zahvalnicu, dok bi dva plemića pred njim nosila žezlo i zastavu, čime bi završavao službeni dio instalacije.
Od 18. stoljeća banovi su prigodom ustoličenja (instalacije) nosili crvenu odoru ugarskog konjaništva, a ban Jelačić je prvi koji je dao načiniti odoru u bojama hrvatske trobojnice i u narodnom kroju. Kasnije su banovi prilikom instalacije uglavnom nosili plemićka odijela, dok se Ivan Mažuranić, prvi ban pučanin, u svom svečanom nastupu pred Saborom 1873. pojavio u građanskom odijelu. Instalacijske svečanosti trajale bi više dana, organizirale su se pučke svečanosti, bakljade i svečani plesovi. Od kraja 18. stoljeća u počast novog bana spjevali bi se i hvalospjevi i pozdravne pjesme - primjerice, 1783. u čast instalacije Franje Eszterházyja tiskana je pjesnička zbirka A. Hoffmana Componimenti poetici…. Banu u čast prigodom ustoličenja pisali bi se i svečani govori kojim bi ga kakav vrsan govornik dočekao (primjerice, Ivan pl. Bedeković-Komorski održao je govor banu Franji Vlašiću prilikom njegova dolaska na ustoličenje u Zagreb 1832.).
Osobito su svečane bile instalacije bana Ivana V. Draškovića 1732. te posebno ona bana Jelačića 5. lipnja 1848., prilikom koje je njegova banska crveno-bijelo-plava zastava postala hrvatskom zastavom. Instalacija bana Levina Raucha 8. i 9. rujna 1869. bila je posljednja svečana tradicionalna instalacija bana Kraljevine Hrvatske, Slavonije i Dalmacije, održana u feudalnom duhu.
Kako je nakon 1868. Hrvatski sabor izgubio pravo predlaganja i potvrde bana, koji je postao više činovnik ugarske vlade nego izvršni, vojni i sudski poglavar kraljevine, banske instalacije su ukinute. Kasniji banovi su nakon imenovanja od strane kralja svoj prvi svečani nastup imali nastupnim govorom u Saboru u kojem bi izlagali svoj program, uz kasniju pozdravnu misu u crkvi sv. Marka te uz eventualni doček činovnika i zastupnika na trgu ili ispred Banskih dvora.

## Bosanski ban
Bosanski ban je bio upravitelj i vladar Banovine Bosne u srednjem vijeku. Prvi bosanski banovi zabilježeni su u drugoj polovici 12. stoljeća. Osobiti značaj u tom razdoblju imao je bosanski ban Kulin. Tijekom 13. stoljeće položaj bosanskog bana preobrazit će se u razinu gotovo neovisnog vladara koji će vladati Bosnom do 1377. godine, kada je Banovina Bosna bila uzdignuta na razinu kraljevstva.

## Srebrenički i jajački banovi
Nakon što su Osmanlije osvojile Kraljevinu Bosnu, ugarski i hrvatski kralj Matija Korvin je organizirao granične upravno-teritorijalne jedinice za obranu Hrvatske i Ugarske. S tim ciljem je osnovao 1463. godine Srebreničku banovinu sa sjedištem u Srebreniku. i Jajačku banovinu sa sjedištem u Jakcu. Banovi Jajačke banovine bili su često ujedno i hrvatsko-slavonski banovi.

## Poveznice
- Popis hrvatskih banova
- Bansko vijeće
- Banski stol

## Vanjske poveznice
- Ban Hrvatska enciklopedija, pristupljeno 16. veljače 2015.
- Ban Proleksis enciklopedija, pristupljeno 18. prosinca 2023.
- Banovi u Hrvatskom Kraljevstvu 925. - 1918